# Yérik (Krasnodar)
Yérik (del ruso: Е́рик) es un posiólok del raión de Apsheronsk del krai de Krasnodar, en Rusia. Está situado en las vertientes septentrionales del Cáucaso Occidental, en la orilla izquierda del Psheja, afluente del Bélaya, de la cuenca del Kubán, 14 km al norte de Apsheronsk y 75 km al sureste de Krasnodar, la capital del krai. Tenía 1308 habitantes en 2010.
Pertenece al municipio Kubánskoye.

## Transporte
Cuenta con una plataforma ferroviaria en el ramal hacia Apsheronsk y Neftegorsk de la línea Armavir-Tuapsé.